# 光の季節
「光の季節」（ひかりのきせつ）は、Suaraの2作目のシングルである。2006年10月25日にLantisから発売された。

## 解説
表題曲「光の季節」は、テレビアニメ『あさっての方向。』のオープニングテーマとして使用された。本名の「巽明子」名義で作詞を担当したカップリング曲「傘」は、同アニメ第8話の挿入歌になっている。CDジャケットには、ヒロインである五百川からだが、ランドセルを背負って歩いている様子が描かれている。

## 収録曲
1. 光の季節 [4:33]
作詞：BABY FAZE、作曲：衣笠道雄、編曲：大久保薫
2. 傘 [4:14]
作詞：巽明子、作曲：菊地美司代、編曲：藤間仁（Elements Garden）
3. 光の季節 <instrumental>
4. 傘 <Instrumental>

## 収録作品
| 曲名                 | 収録アルバム                                      |
| -------------------- | ------------------------------------------------- |
| 光の季節 （TV size） | あさっての方向。 オリジナルサウンドトラック truth |
| 光の季節             | 太陽と月                                          |